# Galium rubidiflorum
Galium rubidiflorum är en måreväxtart som beskrevs av Lauramay Tinsley Dempster. Galium rubidiflorum ingår i släktet måror, och familjen måreväxter. Inga underarter finns listade i Catalogue of Life.